# Ed Stokes
Edward Kobie Diallo Stokes , más conocido como Ed Stokes (nacido el 03 de septiembre de 1971 en Syracuse, Nueva York) es un exjugador de baloncesto estadounidense. Con 2.12 de estatura, su puesto natural en la cancha era el de pívot.

## Trayectoria
- Saint Bernard High School
- Universidad de Arizona (1989-1993)
- Panionios BC (1993-1994)
- Olimpia Milano (1994)
- Aris Salónica (1995-1996)
- Titanes de Morovis (1996)
- Pallacanestro Virtus Roma (1996-1997)
- Titanes de Morovis (1997)
- Toronto Raptors (1997)
- Pistoia Basket (1998)
- Keravnos (1998-2000)
- Porto (2000-2001)
- Libertad Sunchales (2001)
- STB Le Havre (2001-2002)
- Crabs Rimini (2002)